# Philippe Mexès
Philippe Mexès (Toulouse, 1982. március 30. –) francia válogatott labdarúgó.

## Pályafutása

### Auxerre
Pályafutását szülővárosában, Toulouse-ban kezdte a Toulouse FC-nél, az edzésekre rendszeresen nővére kísérte el. Tizenhat éves korában az Auxerre ifjúsági csapatához igazolt. Miután bekerült az első csapatba, öt évet töltött az Auxerre-nél.

### AS Roma
2004–05
Mexès 2004 júniusában igazolt az A.S. Roma csapatához. A Romát később bűnösnek találták rosszhiszemű döntéséért, mivel az AJ Auxerre nem járult hozzá az átigazoláshoz, az egyedül a játékos döntése volt. Mexèst eltiltották, de az eltiltást később ideiglenesen felfüggesztették. Első mérkőzését a Serie A-ban 2004. szeptember 12-én játszotta az ACF Fiorentina ellen. 2005 februárjában fellebbezését elutasították, és egészen áprilisig kikerült a csapatból.
2005–06
Mexès a római klubnál töltött nehéz első szezon után a kispadon kezdte a 2005-06-os bajnokságot, a középhátvéd poszton Sammy Kuffour játszott. Az átigazolás körüli szabálytalanságok miatt a klubot 2005 júliusában eltiltották az átigazolásoktól, csak szabad játékost igazolhatott, ám az eltiltást augusztusban ideiglenesen felfüggesztették. Mivel Kuffour a ghánai nemzeti válogatottban szerepelt, Mexès egyre inkább helyet kapott a csapatban, mivel az eltiltás miatt a klub nem tudott új játékost igazolni. Hamarosan Luciano Spalletti csapatának kulcsjátékosává vált. „Sammy” Kuffour visszatérte után Mexes megtartotta posztját. A Roma 10 UEFA-kupa mérkőzéséből 9-ben helyet kapott. Játszott a 2005–2006-os olasz labdarúgókupa döntőjében. Miután csapata csak az ötödik helyet szerezte meg úgy tűnt, hogy a következő évben az UEFA-kupában fognak játszani. A 2006-os olasz labdarúgóbotrány miatt azonban a Roma a második helyet kapta meg, így Mexès a Bajnokok Ligájában játszhatott a Roma színeiben.
2006–07
A Roma kulcsjátékosaként Cristian Chivuval együtt a csapat szilárd védelmi vonalát alkották. A csapat eljutott a UEFA Bajnokok Ligája negyeddöntőjéig. A klub az Internazionale csapatával mérkőzött meg ismét a 2006–2007-es olasz labdarúgókupa döntőjében. Ferrarival, Chivuval és Panuccival a Roma összesítésben 7–4 arányban nyert, miután az első mérkőzésen 6–2-re verte az Internazionalét. A csapat a bajnokságban a második helyen végzett a harmadik legkevesebb kapott góllal.
2007–08
A klub ismét eljutott az UEFA-kupa negyeddöntőjéig, ahol egy éven belül másodszor kaptak ki a Manchester Unitedtől. A hazai bajnokságban, 11 pontos hátrányól az Internazionale mögött a második helyen végzett, mindössze 3 ponttal lemaradva, és a második legkevesebb kapott góllal is büszkélkedhetett. A 2008 Coppa Italia döntőjében Mexes szerezte a Roma első gólját, és a csapat 2–1 arányú győzelmével megtartotta a címet.
2008–09
A 2008–2009-es szezon közepe felé Mexès a Roma csapatának oszlopos tagjává vált. Számos alkalommal kijelentette, hogy egész pályafutását a Rómában a Roma klubjánál képzeli el. Azt is kijelentette, hogy a csapat iránti szeretete tartja a klubnál. Amikor csapattársa, Christian Chivu elhagyta a Romát és az Internazionaléhoz szerződött, Mexès kijelentette, hogy ő soha nem fogja elkövetni ezt az árulást.
Mexèsszel a védelem tengelyében a Roma bejutott az UEFA Bajnokok Ligája csoportkörébe. Mexès kihagyta az Arsenal elleni visszavágót, ahol a Roma büntetőkkel esett ki.
2009–10
Az Európa-liga első mérkőzésén, melyen a Roma 2009. július 30-án játszott), Mexès Totti leadásából szerzett gólt, mellyel a Roma döntetlent ért el. Ma sem biztos, hogy a gólt Mexès vagy Totti szerezte, Totti szabadrúgásakor Mexès érintette a labdát, mely ezután a hálóba került.
Összefoglalás
A Roma klubnál töltött öt éve alatt Mexès nyolc gólt szerzett a csapatnak az olasz bajnokságban. A csapattal 113 bajnoki mérkőzésen vett részt. A legutóbbi két szezonban eljutott az UEFA Bajnokok Ligája negyeddöntőjéig, az olasz bajnokságban az elmúlt három szezon során mindig másodikak voltak. 2007-ben és 2008-ban sikerült megnyernie az olasz labdarúgókupát, valamint az olasz labdarúgó-szuperkupát.

### Nemzetközi pályafutása
Tagja volt a 18-éven aluliak és a 21-éven aluliak francia válogatottjának, és 2002 augusztusában a nemzeti válogatottba is bekerült. 2002 óta rendszeresen meghívást kap a válogatottba, bár a 2004-es labdarúgó-Európa-bajnokságon nem került be a csapatba. Részt vett a Franciaország és Bosznia-Hercegovina csapatai között barátságos mérkőzésen 2006 augusztusában.

## Magánélete
Philippe Mexèsnek és élettársának, Carlának két gyermeke van. Fia, Enzo 2003. január 1-jén született, lánya, Eva pedig 2007. július 29-én.

## Díjai
- U19-es labdarúgó-Európa-bajnokság: 2000 (Francia labdarúgó-válogatott)
- France Football „Az év reménysége”: 2000
- Második helyezett, U-21-es labdarúgó-Európa-bajnokság: 2002 (Franciaország)
- Konföderációs kupa: 2003 (Franciaország)
- Francia labdarúgókupa: 2003 (Auxerre)
- Olasz labdarúgókupa: 2007, 2008 (Roma)
- Olasz labdarúgó-szuperkupa: 2007 (Roma)
- Második helyezett, olasz bajnokság (Serie A): 2006, 2007, 2008